# Nanophyllium adisi
Nanophyllium adisi är en insektsart som beskrevs av Oliver Zompro och Detlef Grösser 2003. Nanophyllium adisi ingår i släktet Nanophyllium och familjen Phylliidae. Inga underarter finns listade i Catalogue of Life.